# 基督教香港信義會心誠中學
基督教香港信義會心誠中學（英語：Fanling Lutheran Secondary School，簡稱：FLSS、心誠），是位於香港新界東北區粉嶺粉嶺圍的一間基督教直資中學。學校為粉嶺區內第一所中學，由基督教香港信義會於1964年創辦，並由教會內的學校教育部統籌管理，辦學宗旨是「提供優質全人教育、服務社會、見證基督」。現任校長是麥沃華先生。校內之基督教香港信義會榮光堂有100多年歷史，被古物古蹟辦事處列為香港三級歷史建築。

## 歷史
1958年，基督教粉嶺信義會向新界農業會租用其位於粉嶺火車站旁的會所用地（即現時粉嶺名都之位置）創辦『粉嶺信義學校』，為該區貧困農民及失業小販的子弟提供就學機會。
1959年，信義會向嘉道理家族購得物業『依利士花園』（Ellis Garden）作新校址（即現時的香港信義會榮光堂），並於1964年建成現時之永久校舍及將學校更改為現名，而原租借的校舍用地則於1968年交還新界農業會。
1978年，政府實施九年免費教育，由於當時公營學位不足，政府向私立中學大量購買學位。基督教香港信義會心誠中學由一所全私立學校轉為政府買位中學。
1990年9月，與教育署（教育局前身）簽訂了新買位合約，為期10年，於2000年終止。
1997年，校方向當時的教育署申請加入直資計劃，並獲得批准，翌年9月起成為新界區第一所直資學校。
2011年，完成校舍的擴建工程，增加了一幢樓高5層的大型校舍連禮堂。

## 歷屆行政人員

### 校監
- 劉光天 牧師（1964年-1990年，1967年起兼任校長）[5]
- 蓋英魁 先生（1990年-？）[6]
- 梁美英 女士（現任校監）

### 校長
- 張捃華 先生（1964年-1967年，創校校長）
- 劉光天 牧師（1967年-1990年）
- 陳耀華 先生[6]（1990年-2013年）
- 麥沃華 先生（2013年起，現任校長）

## 學校活動及架構
學校採用平衡班級結構，開辦中一至中六共6級，每級開設6班，總共36班。該校設有學生會及「仁、愛、信、義」四社以幫助學生發展領導才能和組織能力。該校有50多個學會，亦有四個制服團體，包括童軍、基督少年軍和紅十字會。而同學每個學期須參加2次長跑活動，校長希望可讓同學有「成功、快樂，同時亦會經歷失敗、沮喪的體驗」。而體育方面，在手球和箭藝及田徑方面在學界有相當不俗的成績。

## 校內設施
中學總面積共17,000平方米。設有苗圃、綠化天台、地理室、5個科學實驗室設施。校園設有不公開之無線上網，並擁有可作全校廣播的校園電視台。所有課室及特別室均均有空調設備、互動式觸控熒幕、影音器材、已接駁無線寬頻和中央廣播的電腦系統，加上大型電腦室、多媒體學習室及語言學習中心。
校內的劇院式禮堂超過900平方米，可容納1,200人。舞台面積約200平方米，可以作為管樂團、大型戲劇和其他藝術表演場地，新禮堂內設有符合標準規格的室內籃球場，排球場和羽毛球場。擴建校舍部份更設有露天廣場，加上原禮堂的多用途體藝場地以及總面積超過700平方米的新落成有蓋操場，可提供充足場地及設施。
校園內有4個多用途球場，可供手球、小型足球、排球、籃球、羽毛球和網球練習與比賽之用。原有200米環型練習跑道，在新校舍落成後接通新的400米練習跑道，可提供全長共600米的田徑練習跑道。
學校另外設有由信義會開辦的榮光堂教會，為學生提供校牧室及教堂設施進行娛樂活動。

## 著名/傑出校友
- 陳景輝：香港政治及文化評論人
- 黃乃平：太平紳士
- 趙鳳儀：海天堂龜苓膏集團創辦人
- 鄭子廚：前香港跳繩隊教練
- 吳苑清：海天堂龜苓膏集團行政總裁
- 周永康：前香港專上學生聯會秘書長
- 余文樂：藝人、歌手
- 莊元生：知名文化人，MyRadio主持人
- 余智成：前任北區區議員
- 焦　媛：香港女演員（首屆預科畢業）[註 1]
- 鄧業乘：網名「billy2046」，網絡紅人、超過5萬訂閱及5百萬觀看次數YouTuber
- 梁敏巧：香港女藝人、2019年度香港小姐競選十強佳麗
- 廖慧儀：2020年度香港小姐競選十強佳麗
- 譚翹熹：天堂娛樂創辦人，被香港經濟日報評為「PR達人」[10]

## 校服
- 校呔：金黃色領帶
- 高中：灰色西裝 藍色長袖恤衫 灰色長西褲
- 初中：黑色外套 白色長袖恤衫 灰色長西褲